# Главановці (Перницька область)
Глава́новці (болг. Главановци) — село в Перницькій області Болгарії. Входить до складу общини Трин.

## Населення
За даними перепису населення 2011 року у селі проживали 105 осіб, усі — болгари.
Розподіл населення за віком у 2011 році:
Динаміка населення: